# Marianna Scalfaro
Marianna Scalfaro, nata Gianna Rosa Scalfaro (Novara, 27 novembre 1944), è un'educatrice italiana, figlia dell'ex presidente della Repubblica Italiana Oscar Luigi Scalfaro, durante la cui presidenza ha svolto, negli eventi ufficiali, il ruolo di rappresentanza della Presidenza della Repubblica solitamente affidato alla consorte del presidente.

## Biografia
La madre di Marianna, Mariannuzza Inzitari (Arena, 1924 – Novara, 14 dicembre 1944), morì per un'embolia venti giorni dopo il parto. Alla neonata, chiamata inizialmente Gianna Rosa, è stato in seguito cambiato il nome in Marianna. Da bambina è cresciuta dai nonni e dagli zii paterni, mentre suo padre inizia la propria carriera pubblica nelle file della Democrazia Cristiana.
Marianna Scalfaro è laureata in psicologiae teologia, e dopo la fine del mandato di suo padre si è dedicata all'educazione per bambini, agli strumenti di pedagogia applicata alle scuole dell'infanzia ed alle scuole primarie. Dopo la morte del padre si è prodigata per l'assistenza di persone prive di vitto e sussistenza economica della Comunità di Sant'Egidio, donando un'antica abitazione dei nonni paterni sita a Novara come espresso dal testamento paterno.

### Vita privata
Nubile, nel maggio 2013 è stata vittima di stalking da parte di un cinquantacinquenne poi arrestato dalla polizia in seguito ad atti vandalici e intimidatori eseguiti ai danni della sua abitazione.

### Al Quirinale
Essendo vedovo al momento della sua elezione alla presidenza della Repubblica, Scalfaro chiese alla figlia di assumere il ruolo cerimoniale talvolta rivestito dalla moglie del capo dello Stato. Marianna ha accompagnato il padre nelle visite ufficiali e ricevuto gli ospiti nella cornice del Quirinale.
Tra le personalità e i capi di Stato da lei incontrati figurano il presidente americano Bill Clinton e la moglie Hillary, il re e la regina di Spagna Juan Carlos e Sofia, l'imperatore del Giappone Akihito e il re di Svezia Carlo XVI Gustavo.

### Dopo il settennato
Nel settembre 2018, Marianna Scalfaro presenzia insieme al presidente Sergio Mattarella a un convegno organizzato dal presidente della Camera dei deputati Roberto Fico in onore del centenario della nascita di suo padre.